# Fiquefleur-Équainville
Fiquefleur-Équainville és un municipi francès situat al departament de l'Eure i a la regió de Normandia. L'any 2007 tenia 632 habitants.

## Demografia

### Població
El 2007 la població de fet de Fiquefleur-Équainville era de 632 persones. Hi havia 254 famílies, de les quals 52 eren unipersonals (20 homes vivint sols i 32 dones vivint soles), 91 parelles sense fills, 91 parelles amb fills i 20 famílies monoparentals amb fills.
La població ha evolucionat segons el següent gràfic:
Habitants censats

### Habitatges
El 2007 hi havia 339 habitatges, 255 eren l'habitatge principal de la família, 60 eren segones residències i 24 estaven desocupats. 330 eren cases i 8 eren apartaments. Dels 255 habitatges principals, 202 estaven ocupats pels seus propietaris, 50 estaven llogats i ocupats pels llogaters i 3 estaven cedits a títol gratuït; 9 tenien dues cambres, 40 en tenien tres, 66 en tenien quatre i 140 en tenien cinc o més. 222 habitatges disposaven pel capbaix d'una plaça de pàrquing. A 111 habitatges hi havia un automòbil i a 130 n'hi havia dos o més.

### Piràmide de població
La piràmide de població per edats i sexe el 2009 era:
| Homes | Edats   | Dones |
| ----- | ------- | ----- |
| 0     | 95 o +  | 0     |
| 0     | 90 a 94 | 0     |
| 0     | 85 a 89 | 4     |
| 4     | 80 a 84 | 0     |
| 20    | 75 a 79 | 12    |
| 16    | 70 a 74 | 28    |
| 0     | 65 a 69 | 12    |
| 12    | 60 a 64 | 24    |
| 24    | 55 a 59 | 4     |
| 28    | 50 a 54 | 28    |
| 12    | 45 a 49 | 36    |
| 24    | 40 a 44 | 24    |
| 20    | 35 a 39 | 12    |
| 28    | 30 a 34 | 12    |
| 16    | 25 a 29 | 16    |
| 16    | 20 a 24 | 12    |
| 16    | 15 a 19 | 20    |
| 36    | 10 a 14 | 4     |
| 32    | 5 a 9   | 4     |
| 12    | 0 a 4   | 20    |

## Economia
El 2007 la població en edat de treballar era de 397 persones, 297 eren actives i 100 eren inactives. De les 297 persones actives 277 estaven ocupades (147 homes i 130 dones) i 20 estaven aturades (7 homes i 13 dones). De les 100 persones inactives 52 estaven jubilades, 27 estaven estudiant i 21 estaven classificades com a «altres inactius».

### Ingressos
El 2009 a Fiquefleur-Équainville hi havia 253 unitats fiscals que integraven 646,5 persones, la mediana anual d'ingressos fiscals per persona era de 19.838 €.

### Activitats econòmiques
Dels 23 establiments que hi havia el 2007, 3 eren d'empreses de fabricació d'altres productes industrials, 8 d'empreses de construcció, 2 d'empreses de comerç i reparació d'automòbils, 2 d'empreses d'hostatgeria i restauració, 1 d'una empresa financera, 1 d'una empresa immobiliària, 3 d'empreses de serveis i 3 d'empreses classificades com a «altres activitats de serveis».
Dels 8 establiments de servei als particulars que hi havia el 2009, 1 era un paleta, 2 guixaires pintors, 1 fusteria, 3 lampisteries i 1 perruqueria.
L'únic establiment comercial que hi havia el 2009 era una botiga de mobles.
L'any 2000 a Fiquefleur-Équainville hi havia 20 explotacions agrícoles que ocupaven un total de 528 hectàrees.

## Equipaments sanitaris i escolars
El 2009 hi havia una escola elemental integrada dins d'un grup escolar amb les comunes properes formant una escola dispersa.

## Poblacions més properes
El següent diagrama mostra les poblacions més properes.